# Nir Davidovich
Nir Davidovich (hebreo: ניר דוידוביץ) (Haifa, 17 de diciembre de 1976) es un ex-portero israelí que militó en el Maccabi Haifa y en la selección nacional, donde ha sido el portero titular hasta la irrupción de Dudu Aouate en España.
Entre las cualidades de Davidovich está la seguridad, la consistencia, la inteligencia y veteranía de un portero de gran experiencia pese a no ser excesivamente veterano (32 años). Está considerado como uno de los mejores porteros en Israel, no sólo actuales sino históricamente. Entre sus logros más importantes está que en la 2003-04 se recuperó de 3 lesiones reseñables para lograr el octavo título de liga del Maccabi y lograr el MVP. Davidovich ha jugado toda su carrera en el Maccabi Haifa y es la bandera del club junto con Arik Benado, aunque este fichó por el Beitar esta campaña pasada. Muchos hablan de Nir como el sucesor del legendario guardameta Avi Ran, que murió en un trágico accidente. 
Llegó a probar con el Sunderland, y ahora el Sheffield United se había fijado en él al igual que en Omer Golan, compañero de selección.

## Selección nacional
Ha sido internacional con la selección de fútbol de Israel, ha jugado 51 partidos internacionales.

## Clubes
| Club             | País   | Año   |
| ---------------- | ------ | ----- |
| Maccabi Haifa FC | Israel | 1994- |